# Avril 1768
Cette page présente les faits marquants du mois d'avril 1768.

## Événements
- 5 avril : création de la Real Mesa Censoria (tribunal de censure). Le Saint-Office perd son pouvoir de censure au Portugal[1].